# Bray Military Cemetery
Le  Bray Military Cemetery  (Cimetière britannique de Bray-sur-Somme) est un cimetière militaire de la Première Guerre mondiale, situé sur le territoire de la commune de Bray-sur-Somme, dans le département de la Somme, au nord-est d'Amiens.

## Localisation
Ce cimetière militaire est situé au nord du village, Rue du 11 novembre, à peu de distance des dernières habitations.

## Histoire

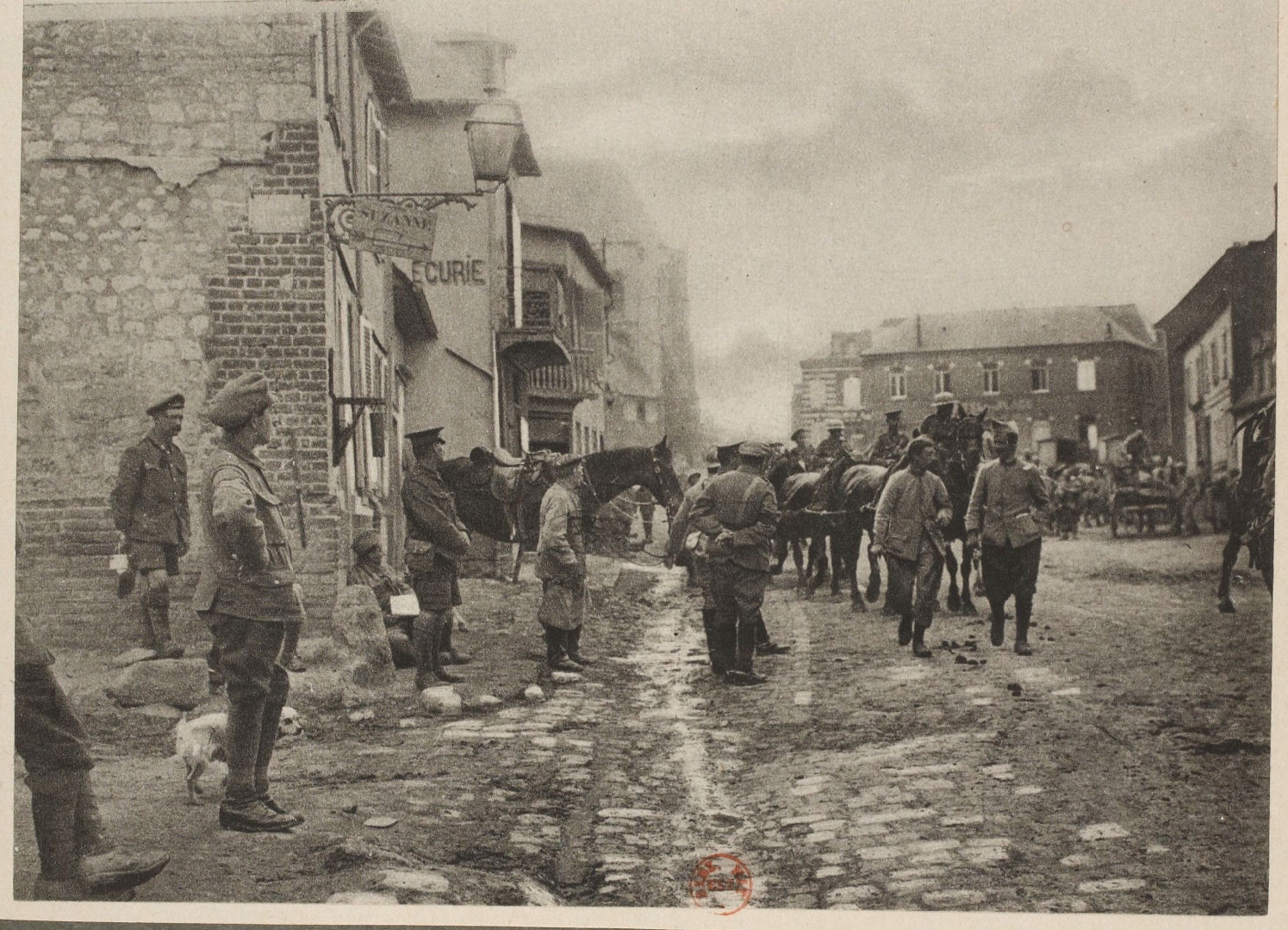
Des troupes anglaises dans Bray-sur-Somme en 1916.

Le cimetière a été commencé en avril 1916 par des unités combattantes et des ambulances de campagne pour inhumer les victimes des combats de la bataille de la Somme du secteur. En septembre 1916, la ligne de front ayant été poussée plus à l'est, ce cimetière est utilisé par le poste de secours principal du XIVe corps et en 1917, par les postes d'évacuation des blessés. En mars 1918, le village et le cimetière tombèrent aux mains des Allemands, mais furent repris par le 40è bataillon australien le 24 août. Après l'armistice, d'autres corps seront rapportés des cimetières provisoire environnats. Le cimetière militaire de Bray contient maintenant 875 sépultures du Commonwealth de la Première Guerre mondiale, dont 127 sont non identifiées.

## Caractéristiques
Le cimetière a été conçu par Sir Reginald Blomfield.
Il a un plan rectangulaire 20 m sur 50 avec un décrochement au fond .

Il est entouré d'un muret de briques sur tous ses côtés.

## Galerie

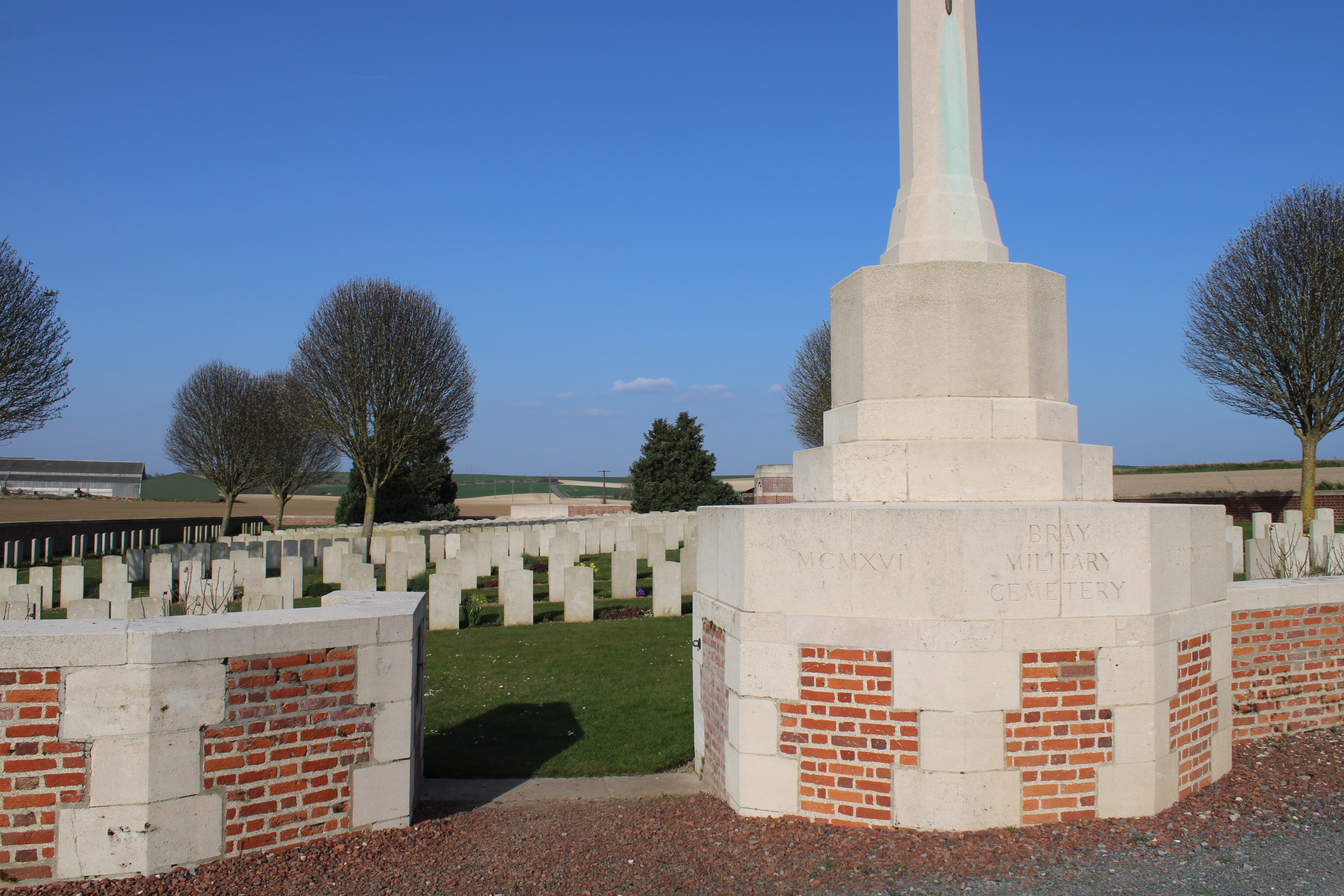
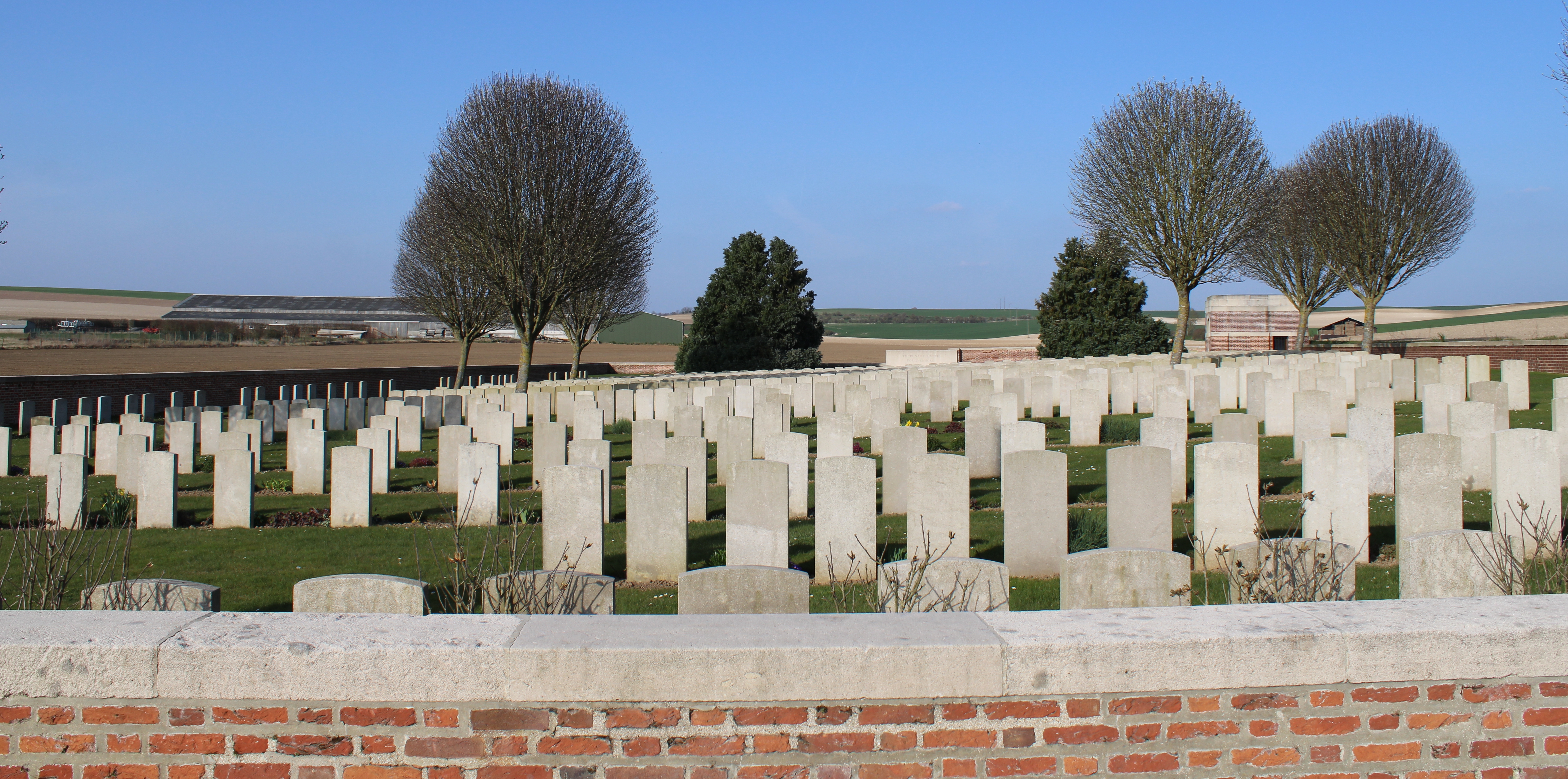
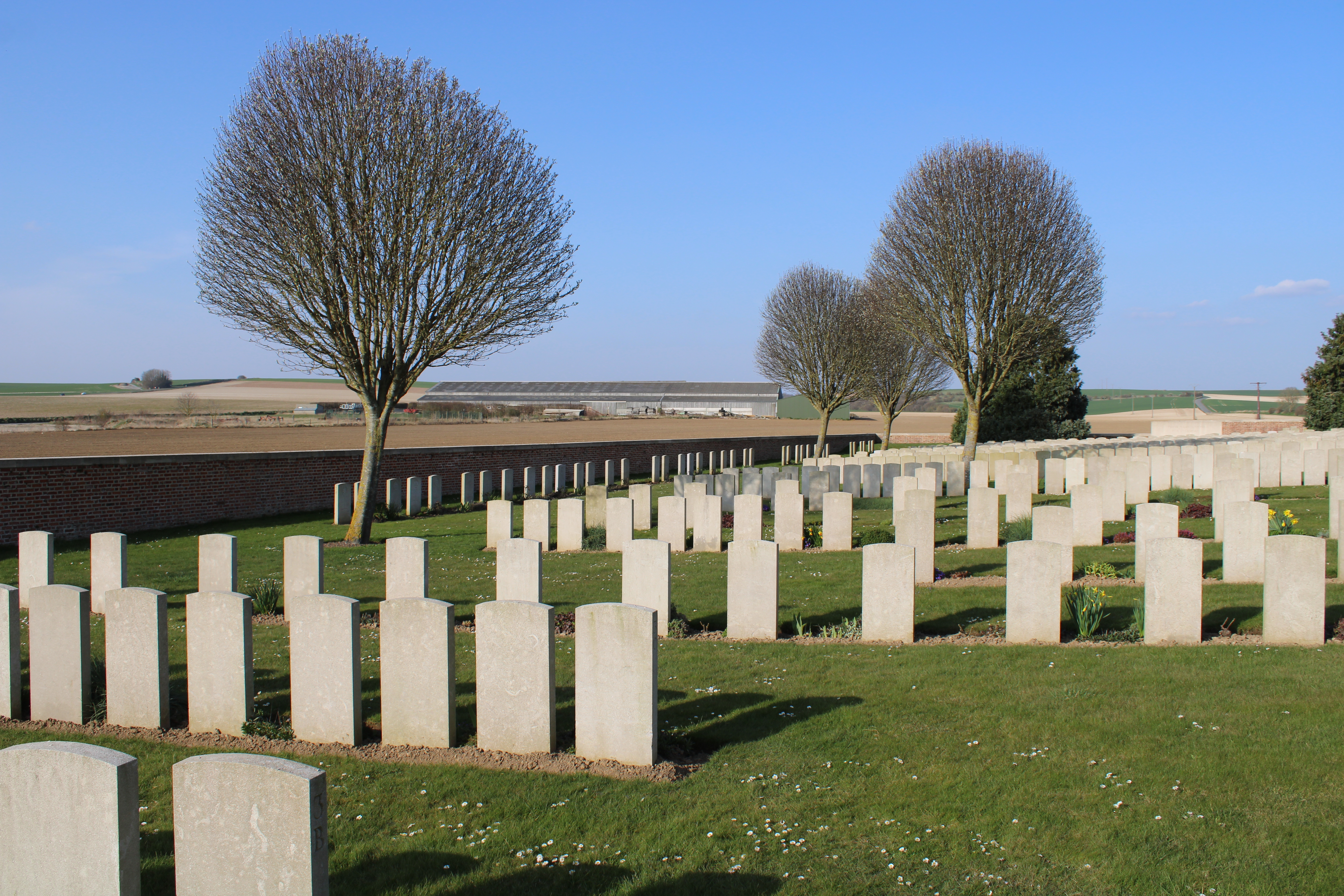
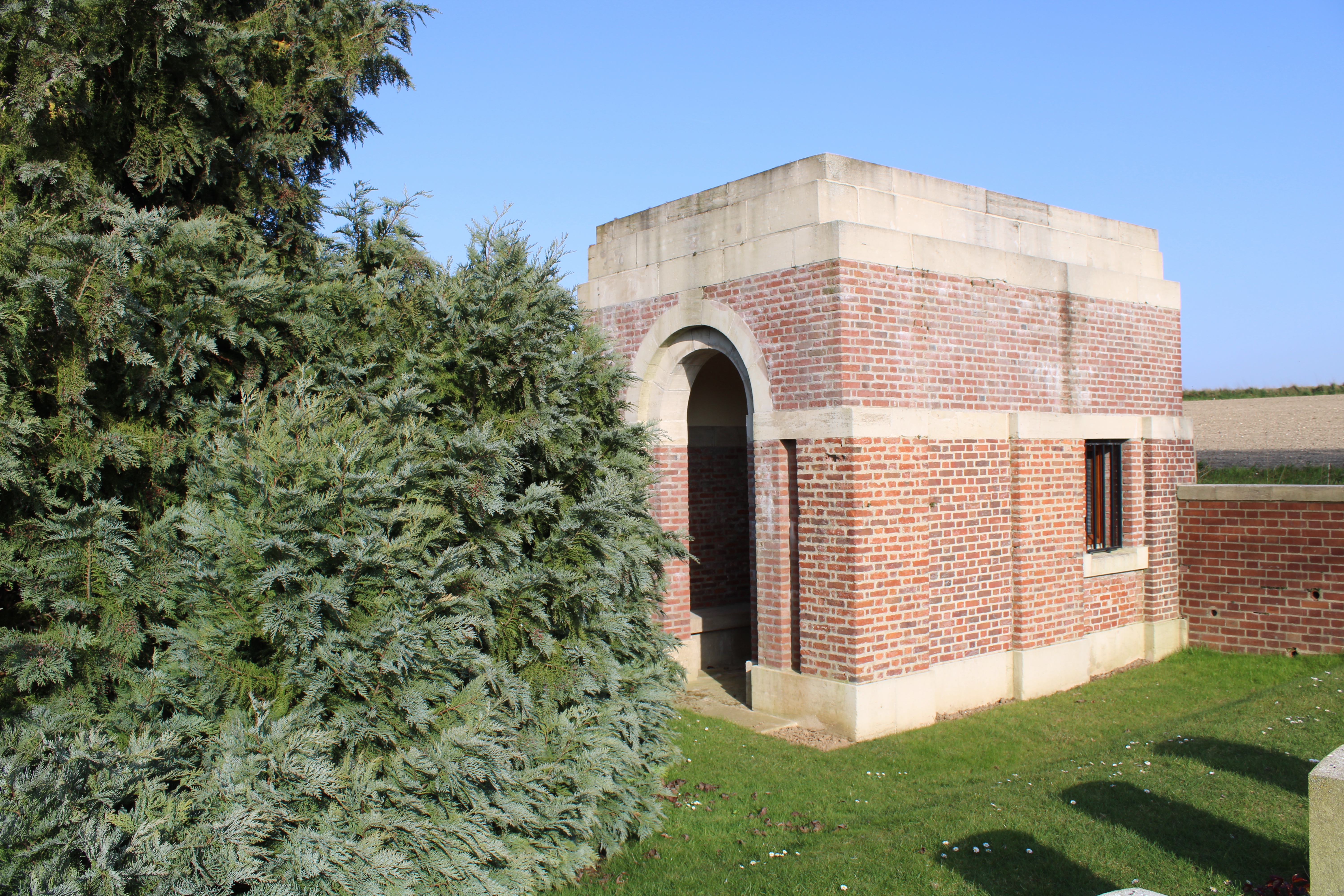
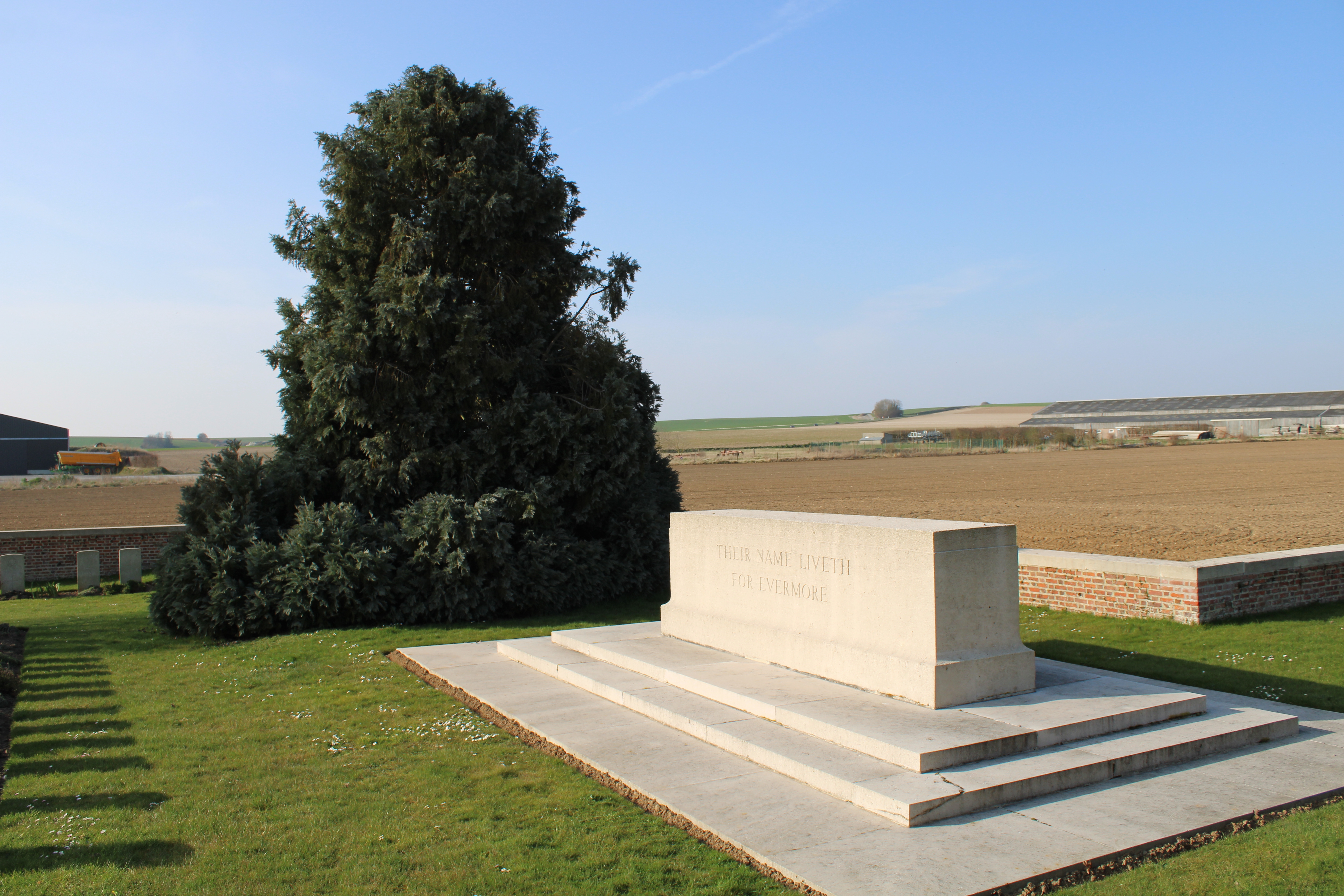

## Sépultures
| Pays               | Sépultures |
| ------------------ | ---------- |
| Royaume-Uni        | 822        |
| Australie          | 31         |
| Afrique du Sud     | 2          |
| Canada             | 3          |
| Nouvelle-Zélande   | 18         |
| Indes britanniques | 17         |
| Total              | 875        |